# Danny Wood
Daniel William Wood Jr. (Boston, Massachusetts, 14 de mayo de 1969) es un cantante, compositor, productor musical y ocasionalmente actor estadounidense. Es conocido por ser miembro del exitoso grupo de los finales de los años 1980 y principios de los años 1990, los New Kids on the Block. En 2008, los NKOTB se reunieron, grabaron un nuevo álbum y empezaron una gira internacional que acabó el 18 de julio de 2009.

## Vida personal
En 1992 nace el primer hijo de Danny, Daniel William Wood Jr, su madre es la exnovia de Danny,  Elise Stepherson. En 1996 Danny contrae matrimonio con Patricia Alfaro, ellos se divorciaron en el 2006 por problemas de pareja, pero mantienen una relación de amigos muy agradable. Patty tiene un hijo de otra pareja, Anthony, nacido en 1992, él es un hijo más para Danny. En 1998 Danny y Patty adoptaron una bebé rusa, Chance Wood nacida en ese mismo año, y en 1999 nace Vega Wood, hija biológica de ambos. El 20 de septiembre de 1999 la madre su madre, Elizabeth "Betty" Wood, fallece de cáncer. El ayuda a la fundación "Remember Betty" una fundación para personas con cáncer.

## Solista
Cuando New Kids on the Block se desintegró en 1994, Wood decidió continuar con una carrera como solista.
Lanzó su primer álbum el 22 de julio de 2003 titulado Second Face, en el que todas las canciones fueron producidas por Wood y su amigo Pete Masitti. En 1999 lanzó el Álbum Room Full of Smoke como D-Fuse, y en 2008 lanzó Coming Home.
Wood trabaja en su propia casa disquera llamada Damage Records.
Álbumes
- D-Fuse : Room Full Of Smoke (1999)
- D-Wood : Room Full Of Smoke Vol. 2 (2003)
- Second Face (2003)
- O.F.D : Of Dorchester (Acoustic Tour Exclusive) (2003)
- Coming Home (2008)
- Stronger: Remember Betty (2009)

Sencillos
- "What If" (2003)
- "When The Lights Go Out" (2003)
- "Different Worlds" (2003)

## Actor
Después de su trabajo en New Kids on the Block, Wood comenzó a actuar, siendo su primera película "Thank You, Good Night", una historia sobre cuatro músicos luchando por el éxito personal y profesional.
También trabajó en Deveria y en I-15. Igualmente hace una aparición en Tequila Express.